# Platygyra verweyi
Platygyra verweyi is een rifkoralensoort uit de familie van de Merulinidae. De wetenschappelijke naam van de soort werd in 1976 voor het eerst geldig gepubliceerd door Maya Wijsman-Best.